# Eleccions legislatives romaneses de 1946

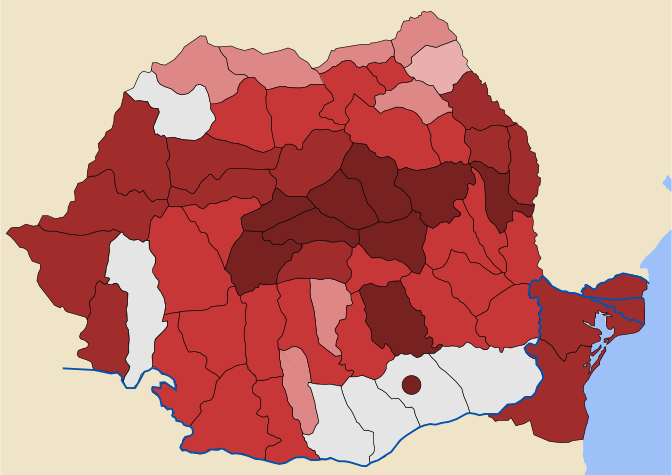
Resultats del BPD i UPM per comtats, segons l'informe del Partit Comunista Romanès de Petre Ţurlea.
més del 60%
50 a 60%
30 a 50%
15 a 30%
0 a 15%
desconegut

Les eleccions legislatives romaneses de 1946 se celebraren el 19 de novembre de 1946, i foren les primeres eleccions celebrades després de la fi de la Segona Guerra Mundial. Oficialment va vèncer el Partit Comunista Romanès i els seus aliats del Bloc de Partits Democràtics (Blocul Partidelor Democrate, BPD). L'efecte més immediat fou l'abolició de la monarquia romanesa, la destitució de Miquel I i la proclamació de la república. Petru Groza fou nomenat primer ministre de Romania i es va instaurar un règim comunista.
Resultats de les eleccions de 19 de novembre de 1946 al Parlament de Romania
| Bloc de Partits Democràtics - Partit Comunista Romanès - Partit Socialdemòcrata - Front dels Llauradors - Partit Nacional Liberal-Tătărescu - Unió de Patriotes - Partit Nacional dels Agricultors-Anton Alexandrescu - Comitè Democràtic Jueu (Comitetul Democratic Evreiesc ) | 4,766,630¹ 4,773,689² | 68,7¹ | 347² 348¹ | 84.1¹ |
| Partit Nacional Agrari | 878,927¹              | 12.7¹ | 32¹/33²   | 7.7¹  |
| Unió Popular Hongaresa | 568,862² 569,651¹     | 8.2¹  | 29        | 7     |
| Partit Nacional Liberal | 259,306¹              | 3.7¹  | 3         | 0.72  |
| Partit Democràtic Agrari-Nicolae L. Lupu | 156,775¹              | 2.3¹  | 2         | 0.48  |
| altres (7 independents, molts pro BPD)² | 303,294¹              | 4.4¹  | 0 a 7     | 0¹    |
| Total | 6,934,583¹ 6,955,668² |       | 414       |       |
| Fonts: ¹M. Ştefan, "În umbra Cortinei de Fier", a Magazin Istoric, Novembre de 1995, p.9; ²Petre Ţurlea, "Alegerile parlamentare din noiembrie '46...", a Dosarele Istoriei, 11 (51)/2000, p.35                                                                                 |                       |       |           |       |